# Atelerix algirus
El erizo moruno (Atelerix algirus) es una especie de mamífero erinaceomorfo de la familia Erinaceidae. Vive en el noroeste de África, en Malta, en las costas del sur y suroeste de Francia, en las islas Baleares, en la península ibérica y en Canarias. La subespecie de la península ibérica (Cataluña, Comunidad Valenciana, Región de Murcia y Andalucía) se clasifica como Atelerix algirus algirus; en estas zonas reemplaza al erizo común. La subespecie de las Islas Baleares es A. a. vagans.
En Europa se encuentra además otra especie emparentada, el erizo común (Erinaceus europaeus), que se diferencia sobre todo en algunos detalles de la coloración, aunque no dejan de ser criterios poco precisos. En zonas de convivencia entre ambas especies, Atelerix algirus habita las zonas más áridas, de hasta 400 m s. n. m.

## Descripción
Mide alrededor de 20 cm y pesa unos 850 g. Externamente es difícil distinguirlo del erizo común. Su tamaño es algo menor y su coloración es más clara. Sus orejas son más grandes y su frente prominente, existiendo una banda de separación entre el pelo y las púas. 
Habita en zonas abiertas como prados con matorral o cultivos. Es un mamífero nocturno. Consumen grandes cantidades de insectos, gusanos, caracoles e incluso frutos caídos del árbol, ocasionalmente puede capturar pequeños vertebrados. Como el otro erizo distribuido en la península ibérica, hiberna en aquellas áreas de su distribución donde los inviernos son fríos, como por ejemplo en la depresión del Ebro. La época de reproducción es entre abril y octubre. Las hembras paren unas cuatro o cinco crías por camada.Se alimenta principalmente de larvas e insectos adultos, lombrices y pequeños vertebrados.

## Distribución

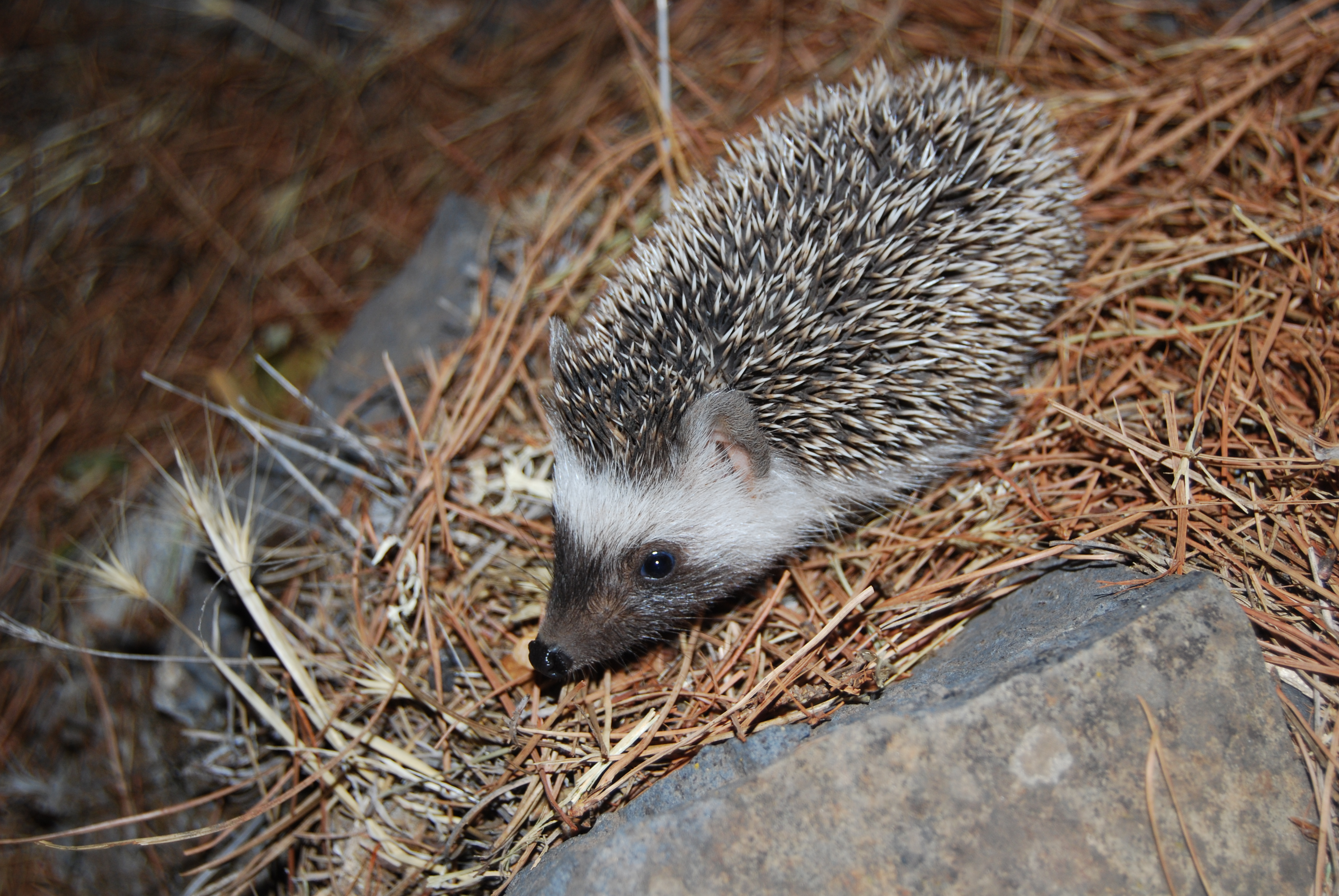
Ejemplar del Pico de las Nieves (Gran Canaria).

Su distribución natural se extiende por el norte de África, desde Mauritania hasta Libia, incluida la isla
de Djerba. Fue introducido en islas cercanas a este continente, Malta, en las cuatro mayores Islas Baleares, en Canarias (Fuerteventura, Lanzarote, Gran Canaria y Tenerife) y en la franja mediterránea de la península ibérica; ha llegado a colonizar grandes espacios interiores de la depresión del Ebro.
En Canarias fue introducido inicialmente en Fuerteventura en 1892 procedente de Cabo Juby (Tarfaya), y en Tenerife fue observado por primera vez en 1903.
Fue también introducido en Puerto Rico, aunque no llegó a naturalizarse. Se ha citado su presencia en el sur de Francia (Lecques, Bormes, Hyères, La Rochelle), aunque en esa zona parece haberse extinguido.

## Hábitat
Bosques y matorrales perennifolios: encinares, alcornocales, pinares, carrascales, maquias, etc. También ronda alrededor de los cultivos y cerca de las granjas. 

## Costumbres
Solitario y nocturno, está activo desde el crepúsculo hasta el amanecer, pero es difícil de ver, ya que huye a esconderse así que oye el más pequeño ruido. Parece que no hiberna y está activo todo el año. 

## Reproducción
Puede llegar a tener dos camadas al año y su período de gestación es de 25-28 días.

## Especies similares
El erizo europeo no presenta "raya" en las espinas de la frente y tiene manchas oscuras en la cara. 